# جن إيهنوموتو
جُنْ إيهنوموتو (باليابانية: 榎本 潤) (مواليد 13 مايو 1977)، هو لاعب كرة قدم ياباني سابق كان يلعب كمهاجم.

## وصلات خارجية
- جن إيهنوموتو على موقع رابطة كرة القدم اليابانية للمحترفين (اليابانية)
- جن إيهنوموتو على موقع عالم كرة القدم.نت (الإنجليزية)